# デボラ・セイルハマー
デボラ・セイルハマー（Debora Seilhamer、女性、1985年10月4日 - ）は、プエルトリコのバレーボール選手。ポジションはリベロ。プエルトリコ代表。

## 来歴
2006年、プエルトリコ代表に初選出される。2007年の北中米選手権ではベストディガー賞を受賞した。2008年の北京オリンピック世界最終予選、2009年のワールドグランプリなどに出場した。
2010年の北中米カリブ海ゲームではMVP、ベストディガー賞、ベストレシーバー賞、ベストリベロ賞の4つの個人賞に輝いた。2014年、イタリアで行われた世界選手権に三大大会初出場を果たした。

## 球歴
- 世界選手権 - 2014年
- ワールドグランプリ - 2009年、2010年、2014年
- 北中米選手権 - 2007年、2011年、2013年

## 所属クラブ
- Leonas de Ponce（2002-2003年）
- USC Trojans women's volleyball（2003-2006年）
- Indias de Mayagüez（2007-2011年）
- Lancheras de Cataño（2012-）